# سكر محروق
سكر محروق (بالإنجليزية: Burnt sugar)‏ رواية إنجليزية للكاتبة الهندية أفني دوشي. نشرت عام 2020 وترشحت ضمن القائمة الطويلة لجائزة المان بوكر العالمية في يوليو 2020. تدور الرواية حول علاقة شائكة بين أم وابنتها، وتطرح اختلاف طريقة تربيتها، بالتزامن مع فقدان الأم نفسها للذاكرة. استغرقت الكاتبة نحو 7 سنوات لإنجاز الرواية، ونشرت للمرة الأولى في الهند عام 2019 بعنوان فتاة بالقطن الأبيض.